# BBC Südost
Der BBC Südost war ein Fußballverein im Berliner Stadtteil Kreuzberg.

## Geschichte
Der BBC wurde 1950 von ehemaligen Mitgliedern und Spielern des Ost-Berliner Vereins SG Union Oberschöneweide (Vorgängerverein des heutigen 1. FC Union Berlin) gegründet. Diese waren in den Westteil Berlins geflüchtet, weil Union aus der Berliner Stadtliga in die DDR-Oberliga delegiert und darüber hinaus dem Verein die Teilnahme an der Endrunde zur Deutschen Meisterschaft verwehrt worden war. Dem von den „Flüchtlingen“ neu gegründeten Verein SC Union 06 Berlin wurde vom damaligen Berliner Fußball-Verband (VBB) als Spielstätte das Poststadion in Moabit zugewiesen. Das war vielen Mitgliedern, die in Kreuzberg in Grenznähe wohnten, und auch einigen der aus Köpenick angereisten Zuschauer zu weit. Daher gründete man den BBC, der in der grenznah gelegenen Wrangelstraße (die gefürchtete „Wrangelritze“) seinen Heimplatz fand.
Es ging schnell aufwärts und schon Mitte der 1950er Jahre spielte man in der damals zweitklassigen Amateurliga (drei Jahre). Der eigentliche Höhenflug begann dann 1966, als Tasmania Berlin aus der Bundesliga abstieg. Etliche Spieler von Tasmania beendeten ihre Karriere. So auch Torwart Klaus Basikow, der Trainer beim BBC wurde. Nach drei Jahren in der A-Klasse gelang 1969 erneut der Aufstieg in die Amateurliga.
1973 wurde der BBC Berliner Amateurliga-Meister und nahm so an der Deutschen Amateur-Meisterschaft gegen den TSV Büdelsdorf (1:4 und 2:3) teil. Zuvor hatte man mit der typischen „Berliner Schnauze“ erklärt, gegen die würde man „barfuß und dreistellig“ spielen. Im selben Jahr gelang dem Verein der Aufstieg in die Regionalliga Berlin (damals hinter der Bundesliga die zweithöchste Klasse in Deutschland). In diesen Jahren stellte der BBC auch eine Vielzahl von Spielern für Berliner Auswahlmannschaften ab.
Durch Einführung der zweigleisigen 2. Bundesliga 1974 wurde man als Tabellenneunter (von 12 Mannschaften) nach der Saison in die neu gegründete Fußball-Oberliga Berlin versetzt. Nach dem Weggang Trainer Basikows Ende der 1970er Jahre ging es dann langsam abwärts. 1990 wurde der BBC aufgelöst.

## Bekannte Personen
- Gerd Achterberg, Trainer
- Klaus Basikow, Spieler und Trainer
- İlyas Tüfekçi, Jugendspieler
- Gerd Liesegang, Spieler und Jugendtrainer